# Bella Hay
Bella Hay (Den Haag, 6 oktober 1990) is een Nederlands zangeres en dj.

## Biografie en carrière
Hay studeerde in 2014 af in popmuziek aan het Conservatorium van Amsterdam met zang als hoofdvak.
Hay is de leadzangeres in de band Tears & Marble. Met deze band bracht ze in 2015 haar eerste ep uit, getiteld Romance. De band kreeg nationale bekendheid door hun cover van Haddaways What Is Love. Tevens werd ze in 2015 genomineerd voor de Haagse Popprijs en in 2016 voor de Elle Style Award.
Ook is ze als dj actief in Paradiso bij dj-team FuckForever en bij DJ Team Candy Says.
Hay was te horen op het album D’Deadly van Denvis.
In 2016 maakte Hay haar debuut als tv-verslaggever. Ze deed het verslag voor BNN tijdens Zwarte Cross, het Solar Weekend Festival en Mysteryland.
Hay was in 2018 deelnemer in seizoen 18 van het AVROTROS-programma Wie is de Mol?, waar ze als derde afviel.

## Discografie

### Met Tears & Marble
- Romance (2014, ep)
- Blood & Gold (2015, single)
- Sacred Life / Carousel, met The Stangs (2017, single)

### Solo
- The Time Is Now, met Cat Carpenters (2015)

## Persoonlijk
Hay is de dochter van Golden Earring-zanger Barry Hay en Sandra Hay, en heeft een relatie met Spike (Frans van Zoest) de gitarist van DI-RECT. Samen hebben ze een dochter en een zoon.